# 4695 (1985 RU3)
4695 (1985 RU3) је астероид главног астероидног појаса са пречником од приближно 18,6 .
Афел астероида је на удаљености од 3,037 астрономских јединица (АЈ) од Сунца, а перихел на 2,297 АЈ.
Ексцентрицитет орбите износи 0,138, инклинација (нагиб) орбите у односу на раван еклиптике 12,554 степени, а орбитални период износи 1591,348 дана (4,356 године).
Апсолутна магнитуда астероида је 12,1 а геометријски албедо 0,056.
Астероид је откривен 7. септембра 1985. године.